# An Egyptian Princess
An Egyptian Princess è un cortometraggio muto del 1914 diretto da Walter C. Bellows (come Walter Clark Bellows).
È uno dei primissimi film di Grace Darmond.

## Produzione
Il film fu prodotto dalla Selig Polyscope Company.

## Distribuzione
Distribuito dalla General Film Company, il film - un cortometraggio in una bobina - uscì nelle sale cinematografiche statunitensi il 14 luglio 1914.